# 귀비 강씨
귀비 강씨(중국어: 貴妃 江氏)는 명 태조 주원장의 후궁이다.
마황후의 막내아들 주숙은 방탕하여 홍무 11년 (1378년)에서야 주왕에 봉해졌다. 홍무 14년 (1381년)에 주숙이 번을 개봉할 때, 마황후는 귀비 강씨를 보내어 수행하게 하였는데, 떠날 때 그녀에게 자신이 입은 흠옷과 지팡이를 하사하여, 강씨에게 말하기를 "주왕이 과실이 있으면 내 옷을 걸치고 지팡이를 짚고 꾸짖고, 다시 어기면 말을 보내서 나에게 알리라"고 하였다. 귀비 강씨는 일작손귀비 였으나, 성목귀비 손씨는 홍무 7년 (1374년)에 이미 세상을 떠났다.

## 참고 문헌
- 마오치링 《승조통사습유기(胜朝彤史拾遗记)》 권1